# تنسی (فیلم)
«تنسی» (انگلیسی: Tennessee (film)) یک فیلم است که در سال ۲۰۰۸ منتشر شد. از بازیگران آن می‌توان به اتان پک، ادام روتنبرگ، و ماریا کری اشاره کرد.